# Kreuzer (moneda)

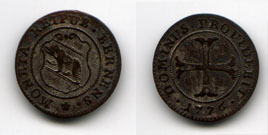
Un kreuzer de Berna, c. 1776.

Kreuzer, originariamente en alemán, también conocido como crucero, es el nombre que recibió un tipo de monedas que eran habituales en el sur de Alemania, Austria y Suiza, entre los siglos XIII y XIX. Su abreviatura podía ser Kr, kr, K o Xr. La anterior moneda brasileña cruzeiro tomó su nombre de su antecesora europea.

## Historia
El origen del kreuzer se remonta a una moneda que se acuñó a partir de 1271 en Merano, en el Tirol del Sur. Debido al uso habitual de incrustar una cruz en la parte delantera de la moneda, pronto recibió el nombre de kreuzer, que derivaría en castellano a "crucero". Se extendió en los siglos XV y XVI en todo el sur de la zona germanófila, que incluía el Sacro Imperio Romano Germánico y la Antigua Confederación Suiza, entre otros. En el año 1551, una Ley de la moneda lo convirtió en la unidad del pequeño dinero de plata.

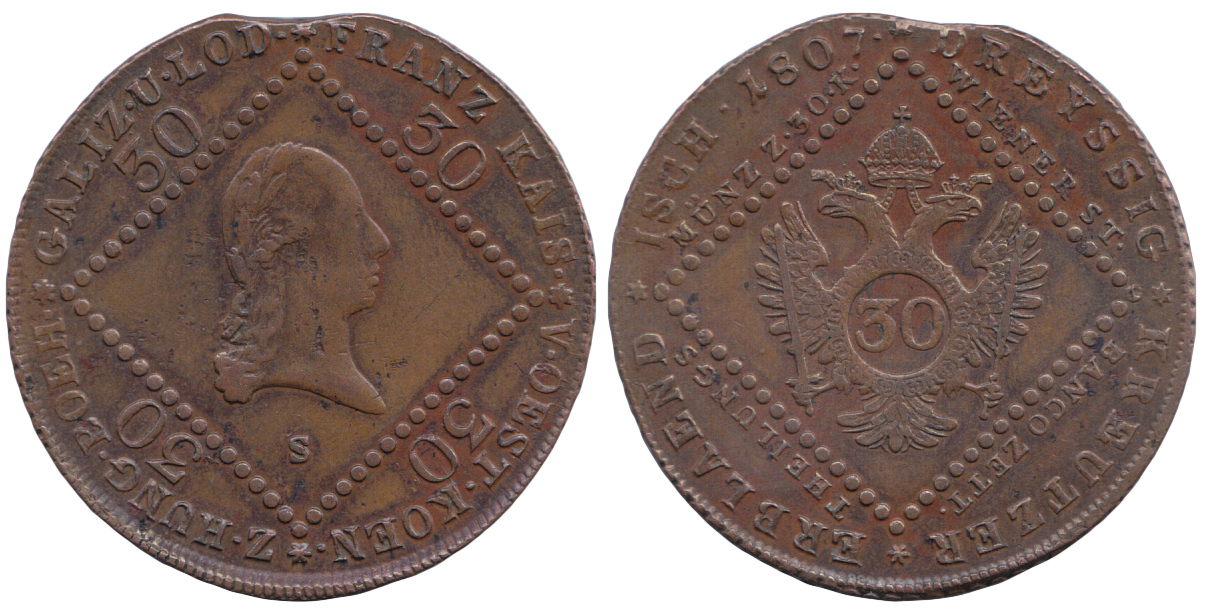
30 kreuzers del Imperio austríaco, hechos en cobre, de 1807, con la efigie del emperador Francisco I.

En Alemania, el crucero estuvo en circulación hasta el año 1871, año en que se introdujo el marco alemán. En Suiza, existió hasta la introducción del franco suizo en 1850. En algunos cantones, se intentó reemplazar todas las monedas pequeñas por el centavo (y su múltiplo), pero la población estaba tan acostumbrada al antiguo sistema de acuñación que, como compromiso, se convirtió en moneda de 2½. Rappen, que correspondían a un crucero. En Austria, el antiguo sistema de acuñación fue abolido en 1857. Hasta 1900, el crucero continuó como una centésima parte del florín y se llamó Neukreuzer.
El crucero se acuñó por primera vez con una aleación de plata y cobre, pasando, a partir del siglo XVII, principalmente a acuñarse solo en cobre. En algunas regiones como Baviera se desarrolló el crucero con una aleación que contenía menos de un 50% de plata.